# Ерімант
Ерімант, також Еріманф (грец. Ερύμανθος) — син Аполлона, якого осліпила Афродіта за те, що він побачив її під час купання. За одним із міфів, щоб помститись Афродіті, Аполлон убив її коханця Адоніса.
Ерімант — божество однойменної річки в Аркадії.